# Acetazolamid
Acetazolamid ist ein Carboanhydrasehemmer aus der Substanzklasse der Sulfonsäureamide. Es ist ein Diuretikum und hemmt die Bikarbonatresorption. Es kann den Augeninnendruck, den Hirndruck und den Blutdruck senken. Acetazolamid führt zu vermehrter Ausscheidung von Kalium mit dem Urin, so dass bei dauerhafter Anwendung auf eine vermehrte Zufuhr von Kalium mit der Nahrung geachtet werden sollte.

## Klinische Angaben

### Anwendungsgebiete (Indikationen)
Angewendet wird Acetazolamid insbesondere bei erhöhtem Augendruck (Glaukom oder »grüner Star«), bei der idiopathischen intrakraniellen Hypertension („Pseudotumor cerebri“) oder dem zystoiden Makulaödem. Ferner kann Acetazolamid zur Behandlung einer Ateminsuffizienz mit respiratorischer Alkalose, von Pankreatitis oder Pankreasfisteln sowie als Zusatztherapie bei Epilepsie oder Morbus Menière eingesetzt werden.
Es ist auch zur vorbeugenden Behandlung der Höhenkrankheit zugelassen. Es wirkt durch Steigerung der Belüftung der Lungen bei der Atmung – ähnlich wie das bei den Tibetern genetisch bedingt erfolgt – wodurch die Atmung aber auch ineffektiver wird.
In Höhen mit geringem Sauerstoffpartialdruck atmet der Mensch schneller, was zu einer respiratorischen Alkalose führt. Dieser wird mit Carboanhydrase-Hemmern vorgebeugt. Hierbei wird die Ausscheidung von Hydronium-Ionen im Urin verringert, und zwar in den Zellen der proximalen Tubuli der Nieren.
Acetazolamid lindert auch Symptome bestimmter Formen der Myotonia congenita. Eine Zulassung für dieses Anwendungsgebiet besteht jedoch nicht.
Im Rahmen der Hirnperfusionsszintigrafie wird Acetazolamid eingesetzt (Off-Label-Use), um Areale mit normaler Reservekapazität von solchen Arealen zu unterscheiden, deren Gefäße zur Kompensation vorgeschalteter Gefäßverengungen bereits maximal erweitert sind.

### Nebenwirkungen
Bei intravenöser Anwendung kommen Schwindel, Tinnitus, Parästhesien um den Mund, Übelkeit und Blutdruckabfall vor. Die Beschwerden sind meist milde und klingen von alleine wieder ab.

### Kontraindikationen
Absolute Kontraindikationen sind Allergien gegen Sulfonamide und das subakute Stadium des Schlaganfalls. Als relative Kontraindikationen gelten Migräne, Niereninsuffizienz und Leberinsuffizienz.

## Handelsnamen
Monopräparate

Acemit (D), Diamox (A, CH), Glaupax (D, CH)